# Australopithecus bahrelghazali
Australopithecus bahrelghazali és una espècie d'homínid ja extinta del gènere Australopithecus. Col·loquialment se'l coneix com a «Abel». El 1995 Michel Brunet en descobrí les restes al Txad a la vall del riu Bahr al-Ghazal. Les restes eren només unes poques dents, un maxil·lar i un tros de mandíbula. Ha estat datat en uns 3 a 3,5 milions d'anys, per tant de la mateixa època que l'altra espècie Australopithecus afarensis i bastant similar en dentadura cosa que fa creure a alguns antropòlegs com William Kimbel que no són en realitat espècies diferents. La importància de la troballa, però, rau en el fet que és l'únic australopitec trobat fora de l'est d'Àfrica i que això fa eixamplar la distribució en temps molt antics dels homínids.